# Kawamoto Taizo
Kawamoto Taizo (17 tháng 1 năm 1914 - 20 tháng 9 năm 1985) là một cầu thủ bóng đá người Nhật Bản.

## Đội tuyển bóng đá quốc gia Nhật Bản
Kawamoto Taizo thi đấu cho ĐTQG Nhật từ năm 1934 đến 1954.

## Thống kê sự nghiệp
| Đội tuyển bóng đá Nhật Bản | Đội tuyển bóng đá Nhật Bản | Đội tuyển bóng đá Nhật Bản |
| Năm                        | Trận                       | Bàn                        |
| -------------------------- | -------------------------- | -------------------------- |
| 1934                       | 3                          | 2                          |
| 1935                       | 0                          | 0                          |
| 1936                       | 2                          | 1                          |
| 1937                       | 0                          | 0                          |
| 1938                       | 0                          | 0                          |
| 1939                       | 0                          | 0                          |
| 1940                       | 1                          | 1                          |
| 1941                       | 0                          | 0                          |
| 1942                       | 0                          | 0                          |
| 1943                       | 0                          | 0                          |
| 1944                       | 0                          | 0                          |
| 1945                       | 0                          | 0                          |
| 1946                       | 0                          | 0                          |
| 1947                       | 0                          | 0                          |
| 1948                       | 0                          | 0                          |
| 1949                       | 0                          | 0                          |
| 1950                       | 0                          | 0                          |
| 1951                       | 0                          | 0                          |
| 1952                       | 0                          | 0                          |
| 1953                       | 0                          | 0                          |
| 1954                       | 3                          | 0                          |
| Tổng cộng                  | 9                          | 4                          |